# Marat Saidowitsch Ganejew
Marat Saidowitsch Ganejew, auch Marat Ganeyev, Marat Ganeev, Marat Ganeïev, (russisch Марат Саидович Ганеев; * 6. Dezember 1964 in Nabereschnyje Tschelny) ist ein ehemaliger sowjetischer, später russischer Radrennfahrer und heutiger Sportlicher Leiter.
Als Amateur startete er für den Verein ZOP Kuibyschew. 1981 wurde Marat Ganejew Weltmeister der Junioren in der Mannschaftsverfolgung sowie Vize-Weltmeister in der Einerverfolgung, im Jahr darauf konnte er seinen Erfolg in der Einerverfolgung wiederholen. 1985 errang er mit dem sowjetischen Bahnvierer Bronze bei den Bahn-Weltmeisterschaften in Bassano del Grappa, gewann die Marokko-Rundfahrt und belegte den zweiten Platz in der Gesamtwertung der Griechenland-Rundfahrt. 1986 wurde er Dritter der Ägypten-Rundfahrt.
1987 wurde Ganejew Weltmeister der Amateure im Punktefahren. Im Jahr darauf errang er im Punktefahren bei den Olympischen Spielen in Seoul und wurde zudem nationaler Meister.
1990 trat Marat Ganejew zu den Profis über und fuhr u. a. für deutsche und belgische Radsportteams. Er startete in der Folge bei 33 Sechstagerennen, von denen er eins gewann, 1992 das in Moskau, gemeinsam mit Konstantin Chrabzow. 1995 wurde er Dritter des Nationale Sluitingsprijs. 1998 beendete er seine Radsport-Karriere. Seit Beginn der Saison 2012 ist er in der sportlichen Leitung des Frauen-Radsportteams Rusvelo tätig.